# Ferrari 599 GTB Fiorano
La Ferrari 599 GTB Fiorano est une voiture de sport produite par le constructeur italien Ferrari. Apparue en 2006, elle remplace les Ferrari Ferrari 575M Maranello commercialisée en 2002, et la Ferrari 550 Maranello introduite en 1996.
En 2012, la Ferrari 599 GTB Fiorano est remplacée par la Ferrari F12 Berlinetta.

## Appellation

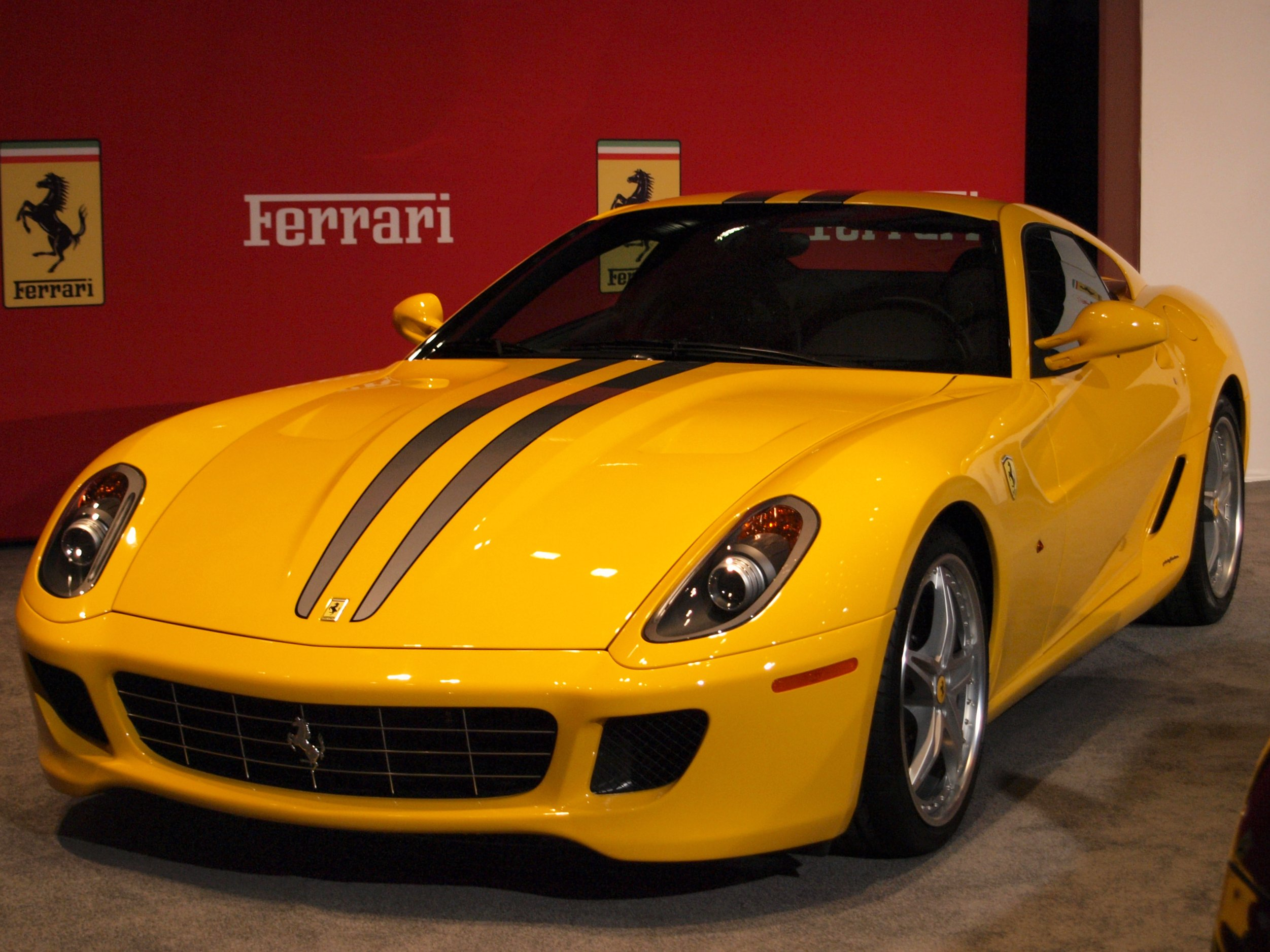
599 GTB vue de face.

L'appellation « Fiorano » évoque le nom de la piste d'essais privée de Ferrari, le circuit de Fiorano, construit en 1972 près de Maranello, et sur laquelle les voitures de la marque sont testées.
La Fiorano est du type « Grand Tourisme Berlinette » (GTB) qui, chez Ferrari, désigne une voiture de sport deux-places.
Le nombre 599 se réfère à la cylindrée totale du bloc, divisée par dix. Enfin, cette voiture dispose d'un bloc moteur dérivé de celui de la Ferrari Enzo dont la puissance a été réduite de 40 chevaux.

## Caractéristiques
La 599 GTB bénéficie d'innovations technologiques dérivées de l'expérience acquise en F1 et sa mise au point a été réalisée en collaboration avec Michael Schumacher :
- Le V12 placé en position centrale avant est celui que l'on retrouve sous le capot des Ferrari Enzo et Ferrari FXX sur lesquelles il délivre respectivement 660 et 800 ch. Developpant ici 620 ch, il permet à la Ferrari 599 GTB de disposer de 105 ch de plus que la Ferrari 575M GTC.
- La voiture est disponible avec une boîte de vitesses manuelle à six rapports ou une boîte type F1 avec les palettes au volant. Avec cette dernière les rapports se passent en 100 millièmes de seconde, à titre de comparaison une F1 effectue la même opération en 50 ms.
- La voiture dispose d'un mode « LC » qui signifie « Launch Control » servant à effectuer des départs « canons » sans se préoccuper de doser l'accélérateur.
- Déjà remarquablement aboutie sur la Ferrari 360 Modena, l'aérodynamique a été, une nouvelle fois, très travaillée, avec notamment des passages entre la vitre arrière et les montants pour améliorer le flux d'air.
- Le nouveau châssis est entièrement en aluminium et bénéficie de la technique « Space Frame » permettant d'associer différents procédés d'assemblage et autorisant un gain de poids.
- Le système de contrôle de traction, baptisé « F1-Trac » et dérivé de la F1, est une sorte de super antipatinage permettant de maîtriser l'arrivée de la puissance en optimisant l'adhérence lors  d'accélérations.
- Le nouveau système de suspension pilotée électroniquement, appelé « Sospensione a Controllo Magnetoreologico » ou SCM, suspension contrôlée selon une logique magnétique.

## Divers
- L'écran de l'ordinateur de bord est placé à gauche du compte-tours.
- La zone rouge du compte-tours central débute à 8 400 tr/min.
- Le compteur de vitesse, placé à droite, affiche 360 km/h.
- Le « manettino » permet de régler le degré d'intervention des aides à la conduite et permet de supprimer ou d'activer la fonction « Sport »[1]
- Le bouton « Start » est placé sur le volant.
- L'intérieur emploie abondamment le cuir fin étendu.
- Le célèbre « cheval cabré » est incrusté dans le cuir des sièges.
- Derrière les sièges, un porte-bagages avec sangles.
- Le niveau de finition de la Fiorano, dont une partie de la réalisation fait appel à des techniques artisanales, a substantiellement augmenté par rapport à la Ferrari 612 Scaglietti. Les quelques inserts en carbone lui apportent une touche de luxe et de sportivité.

## Autres versions

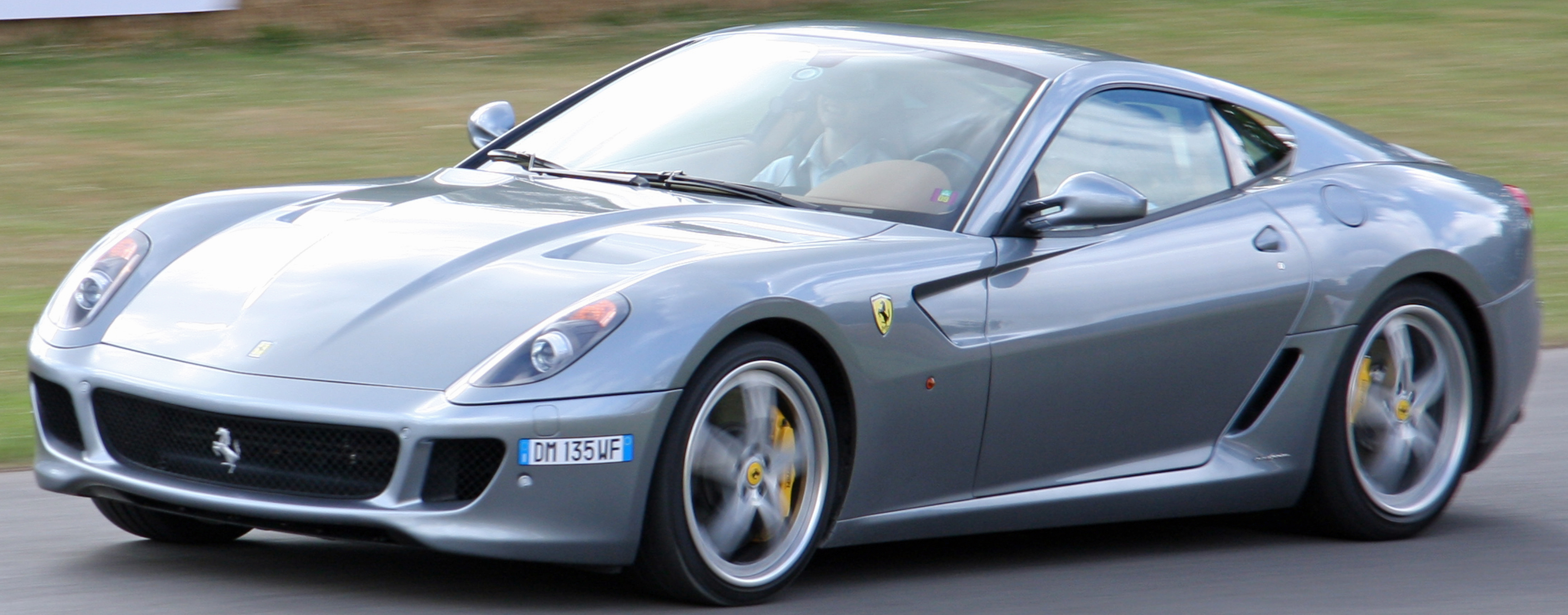
Ferrari 599 HGTE.

### Ferrari 599 HGTE
Présentée au salon de l'automobile de Genève en mars 2009, la 599 GTB Fiorano HGTE vient chapeauter la gamme en attendant la 599 GTO qui apparaitra un an plus tard.
Avec l'adoption du kit HGTE (pour Handling Gran Turismo Evoluzione), la 599 de base semble se transfigurer.
Au menu des modifications apportées au modèle de base, on a des ressorts plus durs, de nouvelles barres anti-roulis, une gestion différente des réglages de la suspension et une assiette abaissée.
Toutes les gestions électroniques sont revues pour obtenir une réponse plus rapide de l'accélérateur et de la boîte de vitesses.
Au niveau de la liaison au sol, on notera l'adoption de nouvelles jantes de 20 pouces, habillées de pneumatiques à plus haute adhérence. L'échappement se fait davantage entendre, et on trouvera davantage de carbone à l'intérieur comme à l'extérieur.

### Ferrari 599 HGTE Alonso Edition (60F1)
Pour célébrer le soixantième anniversaire de sa première victoire en Formule 1, Ferrari présente une édition très spéciale de la 599 GTB.
Déjà le Cavallino Rampante avait commémoré les 60 ans de la victoire de Froilan Gonzalez au Grand Prix de Silverstone à bord d'une 375 F1. Restait à traduire cet hommage par un modèle spécifique. C'est chose faite avec la Ferrari 599 GTB 60 Years of Victories in Formula 1.
Reposant sur une base de 599 HGTE (pour Handling Grand Turismo Evoluzione) ce bolide qui ne gagne pas de chevaux supplémentaires, bénéficie de suspensions raffermies, d'un centre de gravité rabaissé ainsi que de pneumatiques optimisées pour une meilleure adhérence.
Côté look, Ferrari propose trois kits carrosseries différents sur cette 599 60F1, avec au choix le rouge originel de la 375 F1 de Gonzalez ou celui de la Ferrari 150 Italia pilotée par Fernando Alonso  Deux coloris qui peuvent être combinés à divers éléments blancs comme le spoiler avant ou les montants du pavillon.
Un cache réservoir en aluminium satiné ainsi que des jantes alliages de 20 pouces complètent la livrée. L'habitacle n'est pas en reste avec des sièges sports et de l'Alcantara à foison, de la console centrale aux contre-portes.

### Ferrari 599 XX
À la manière de la FXX qui était une version extrême de l'Enzo, la XX est un concept radicalisé de la 599 et entièrement destiné à une utilisation sur circuit. Pour cela, elle reçoit l'ensemble de la technologie Ferrari dérivée notamment de la F1. Le cœur de la bête, le V12, est préparé à 700 chevaux à un régime impressionnant de 9000 tr/min grâce à un travail notamment apporté sur l'électronique, l'admission d'air et bien sur l'échappement. 

#### Structure
Basé sur la 599 GTB Fiorano, de laquelle proviennent son moteur et sa boîte-pont, ce prototype est réservé aux performances extrêmes sur piste. Les ingénieurs de Ferrari ont apporté des modifications importantes au niveau de l’échappement, du conduit d’admission et des chambres à combustion du moteur. Ces modifications et la réduction de l’usure interne ont permis de pousser le moteur à un régime maximal de 9 000 tr/min, régime auquel il développe une puissance de 700 ch. Une attention toute particulière a également été portée à la réduction du poids des composants du moteur.

#### Innovations
La 599 XX est également caractérisée par un critère innovant en termes d’utilisation de l’électronique. Ce système, appelé High Performance Dynamic Concept, a été défini en vue d’obtenir le maximum de réactivité de la voiture, en gérant de manière optimisée la combinaison de la limite mécanique avec le potentiel des contrôles électroniques. La mécanique et l’électronique concourent donc à atteindre le potentiel maximum de la voiture de manière constante et dans des conditions d’utilisation extrêmes. La maniabilité sportive a augmenté grâce à l’adoption des suspensions à contrôle magnéto-rhéologique de seconde génération. La conduite sportive est facilitée grâce à la présence d’un « ingénieur de voiture virtuel » qui permet de surveiller en temps réel l’état d’efficacité et d’utilisation du véhicule, fournissant au pilote toutes les informations nécessaires à travers le tableau de bord.

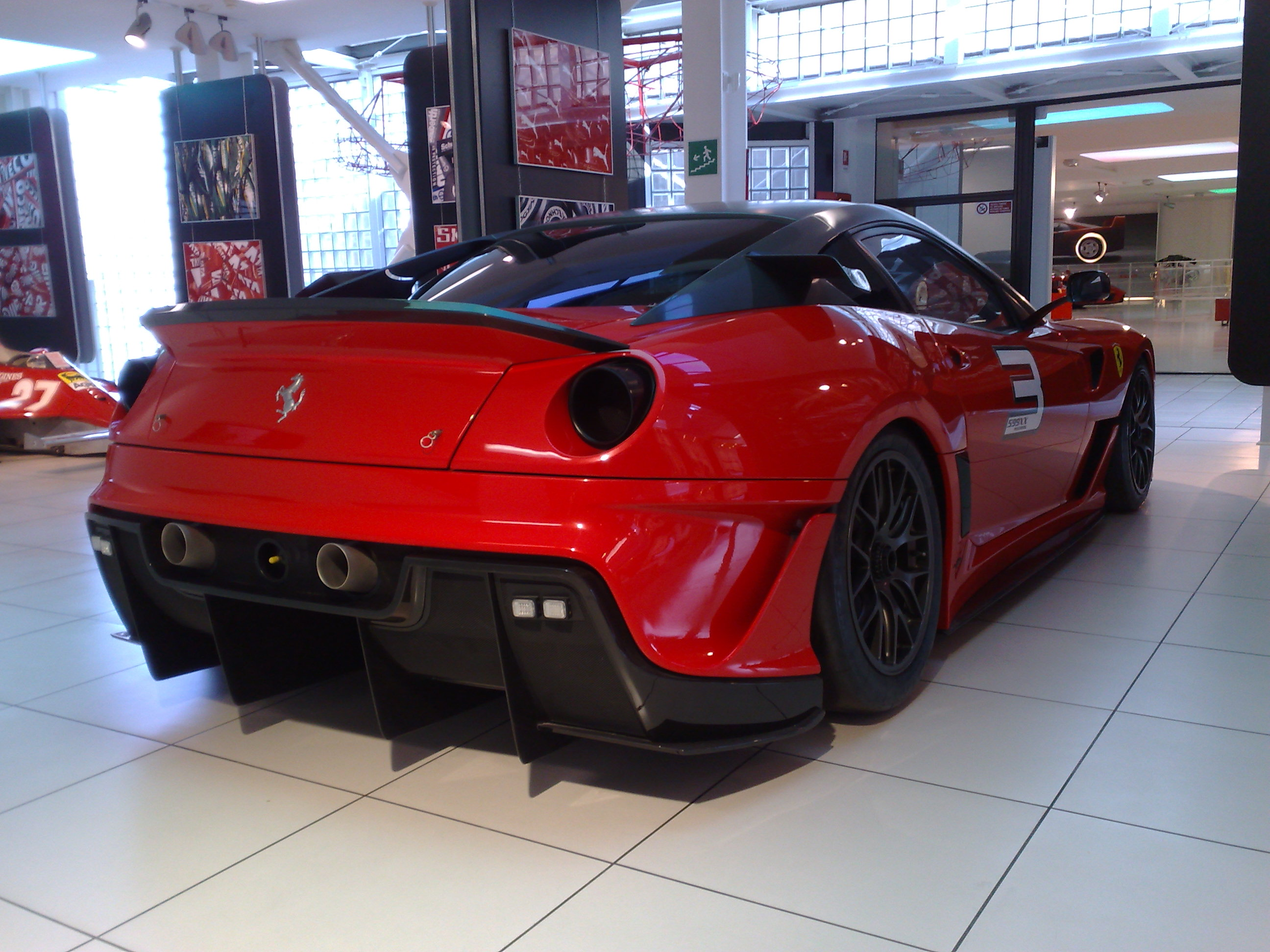
Ferrari 599 XX.

Pour la première fois, on a employé l’Actiflow System qui contribue à augmenter la charge verticale et/ou à réduire la résistance dans différentes conditions de dynamique sur piste. Cette solution consiste à adopter deux ventilateurs, logés dans le coffre à bagages, qui aspirent, grâce à la présence d’un matériau poreux dans le diffuseur, l’air par le fond de la voiture, pour l’évacuer par l’arrière à travers deux grilles placées à la hauteur des feux arrière. Sur les ailerons, l’emploi d’une ailette latérale accroît la charge verticale tandis que l’adoption de jets synthétiques, positionnés à l’arrière de la voiture, permet de contrôler la vorticité du sillage et de réduire la résistance aérodynamique. Enfin, des écrans inspirés de la F1 (appelés « wheel donuts ») ont été introduits pour caréner partiellement les disques des freins et la jante, avec la double fonction d’améliorer tant l’aérodynamique que le refroidissement.
La carrosserie a été revue même en termes de matériaux, avec un large emploi de composites et de fibre de carbone, et en termes de technologies, en exploitant la connaissance acquise dans l’emploi de l’aluminium afin d’atteindre l’objectif du poids. Le développement de matériaux plus performants a également concerné le système de freinage. En effet, le matériau des plaquettes de freins est en fibre de carbone et permet d’obtenir un dimensionnement de l’étrier à efficacité égale. Le nouveau système en carbone céramique de type racing permet donc d’avoir des espaces d’arrêt encore plus réduits et une meilleure efficacité globale.
Les pneus de type slick (29/67 R19 Avant et 31/71 R19 Arrière) sont montés sur des jantes de 19 x 11J à l’avant et 19 x 12J à l’arrière. Ils ont été spécifiquement développés pour la 599XX en vue de contribuer à la maximalisation de la stabilité dans les virages et à l’augmentation de l’accélération latérale.

#### Le moteur
Basé sur la 599 GTB Fiorano, de laquelle proviennent son moteur et sa boîte-pont, ce prototype est réservé aux performances extrêmes sur piste. Les ingénieurs de Ferrari ont apporté des modifications importantes au niveau de l’échappement, du conduit d’admission et des chambres à combustion du moteur. Ces modifications et la réduction de l’usure interne ont permis de pousser le moteur à un régime maximal de 9 000 tr/min, régime auquel il développe une puissance de 700 ch. Une attention toute particulière a également été portée à la réduction du poids des composants du moteur.

La forme des pièces, comme le nouveau vilebrequin, a ainsi été optimisée, et des matériaux exclusifs tels que la fibre de carbone, utilisée pour les plenums d’admission, ont été adoptés. La nouvelle boîte de vitesses permet de changer de rapport en 60 ms.

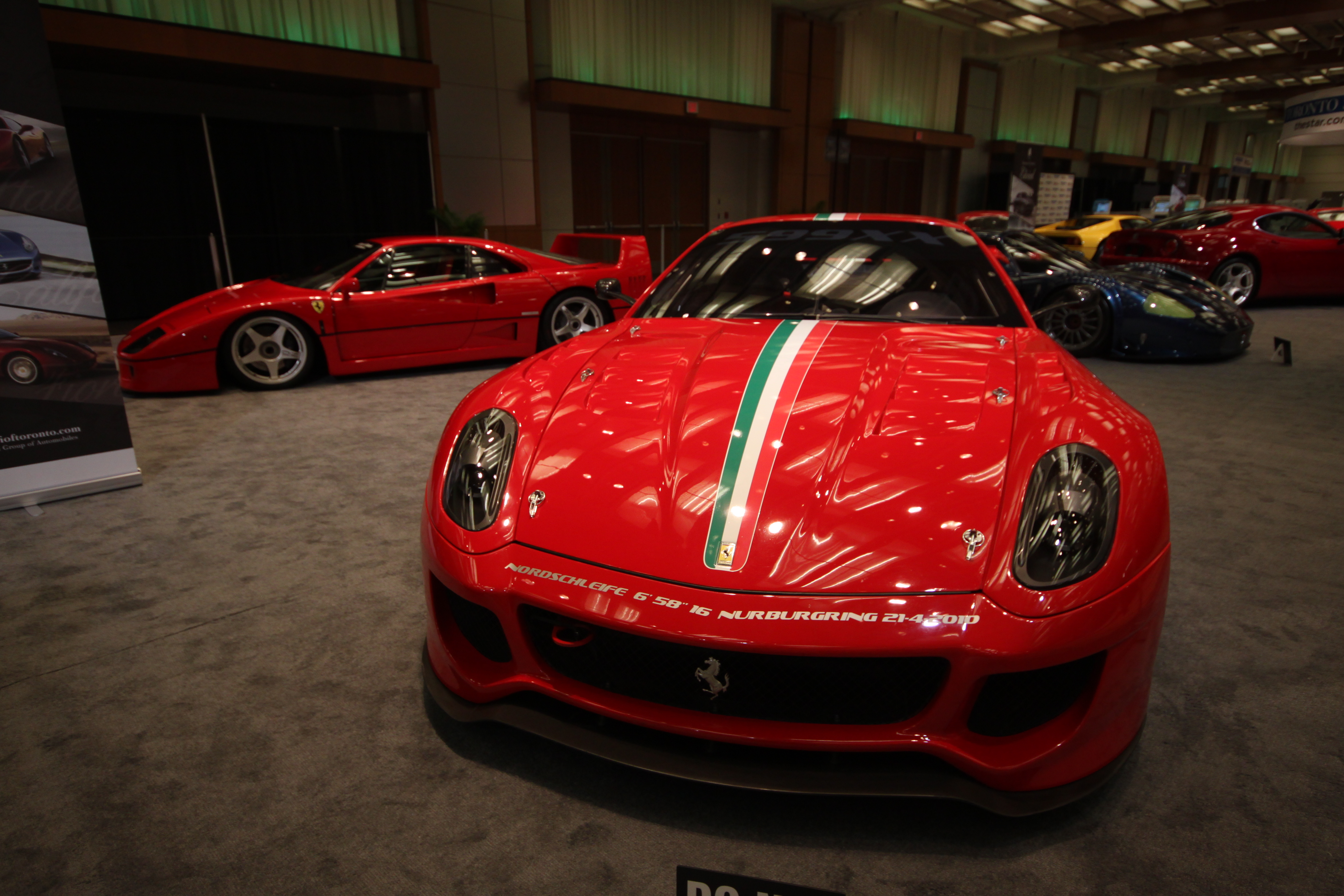
Ferrari 599 XX.

#### Aérodynamisme
Sur le plan aérodynamique, la voiture est dotée du nouveau système « Actiflow » qui augmente la portance négative et/ou réduit la traînée aérodynamique en fonction du comportement de la voiture en virage. Grâce à ce système et à d’autres modifications étudiées avec soin, la 599XX présente une portance négative extraordinaire : jusqu’à 630 kg à 300 km/h.
L’élaboration de composants spéciaux, entreprise avec les partenaires techniques de Ferrari, constitue un facteur clé des performances de la voiture : Brembo pour les freins en carbone-céramique, Michelin pour les pneus et Shell pour le carburant et les lubrifiants.

#### Prix et production
Produite en 30 exemplaires et lancée en 2011, cette 599 XX est vendue 1,2 million d’euros.

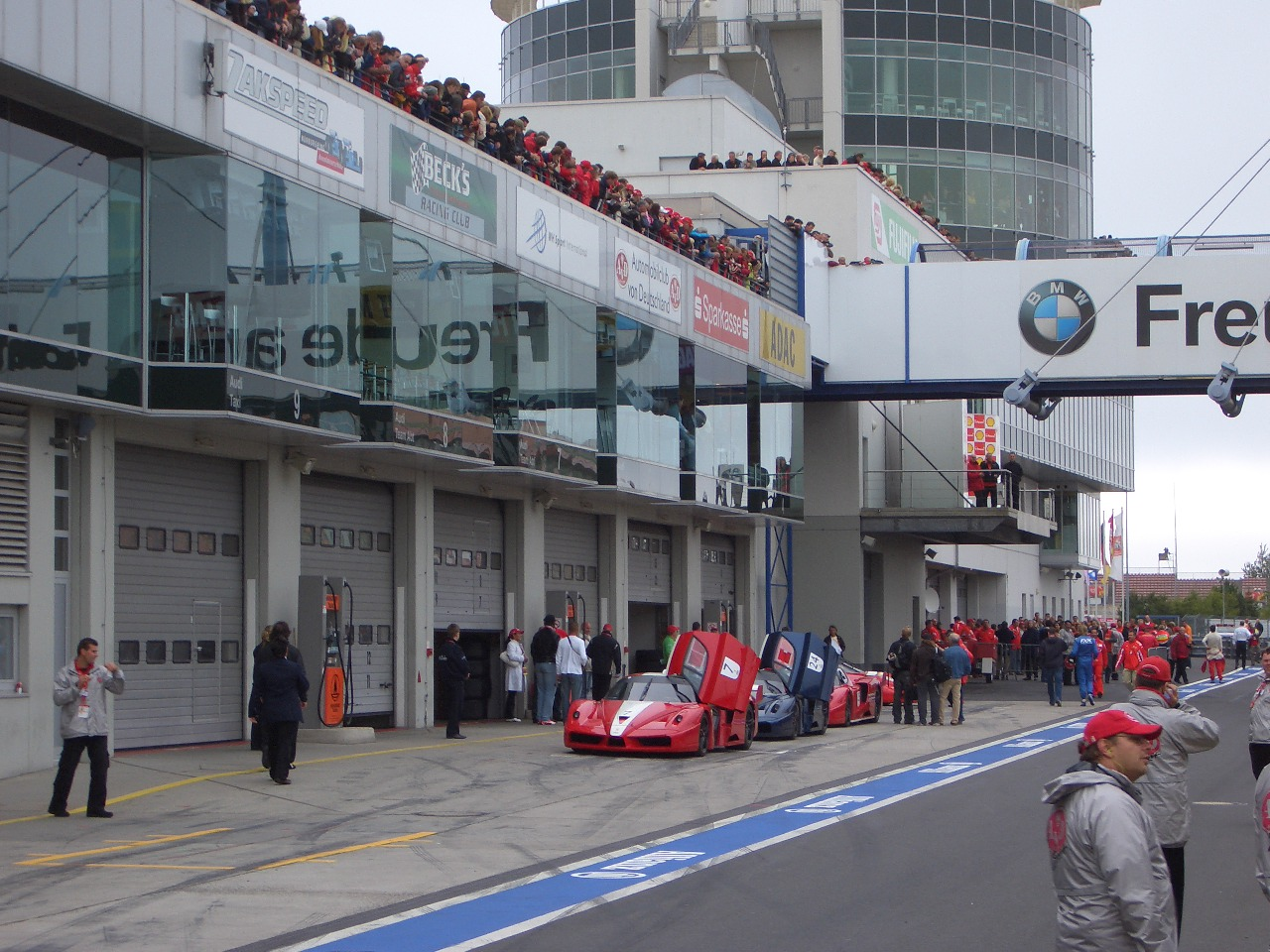
Programme FXX Corse Clienti.

#### Le programme FXX Corse Clienti
Ferrari propose une formule pour prolonger le plaisir et rend l’achat d’une Ferrari si magique : services personnalisés, prestations exclusives et l’exclusivité pour les heureux élus. En signant un contrat avec la firme Italienne, les clients déjà propriétaires de Ferrari pourront entrer dans un programme de développement des futures modèles Ferrari aux côtés des ingénieurs Italiens et piloter des prototypes non homologués sur des circuits fermés afin de les tester et de se faire plaisir.
Ce programme permet aux clients déjà propriétaires d’une Ferrari de devenir à nouveau propriétaire de la plus radicale des Ferrari tout en participant activement au développement du modèle lors d’essais privés. 
Et les conditions sont uniques : les voitures n’étant pas homologuées, elles sont conservées et révisées par Ferrari qui met à disposition sa piste d’essai privée de Fiorano, organise le transport sur n’importe quel circuit d’Europe à la demande d’un client et bien sûr les invite sur tous les évènements VIP. Le programme s’étale sur un an autour de plusieurs sorties sur des circuits mythiques partout dans le monde : Monza, Silverstone, Spa-Francorchamps, Abu Dhabi, Sydney… Tous les clients en sont pas éligibles, des tests physiques et des essais sont menés pour choisir les clients qui pourront payer pour participer. 
Ces versions sont uniquement destinées aux circuits et sont un laboratoire pour la Scuderia à la croisée de la F1 et des modèles homologués. Les clients sont impliqués dans le développement, accompagnés des équipes de mécaniciens au cours de réelles sessions de pilotage : briefing technique, tour de reconnaissance, ajustement des cockpits à la morphologie et débriefing complet sur les sensations afin que Ferrari recueille les avis et sensations de leurs pilotes qui sont les mieux placés pour exprimer leurs envies. Pas moins de 60 employés Ferrari se rendent disponibles sur chacun des évènements. Chaque modèle dispose de son propre mécanicien, technicien et manager : une véritable équipe destinée aux pilotes – presque comme dans les conditions réelles de course !
Elle sera vue au circuit Ricardo Tormo (Valencia - Spain ) en novembre 2009, de manière discrète, sans essai sur piste.  
Le 29 janvier 2010 la 599XX fera l'objet d´une sortie mondiale. Elle sera vue avec 7 des premiers propriétaires qui feront les tours de piste avec les pilotes essayeurs de la marque. 
Un film promotionnel de présentation du véhicule sera fait le même jour.

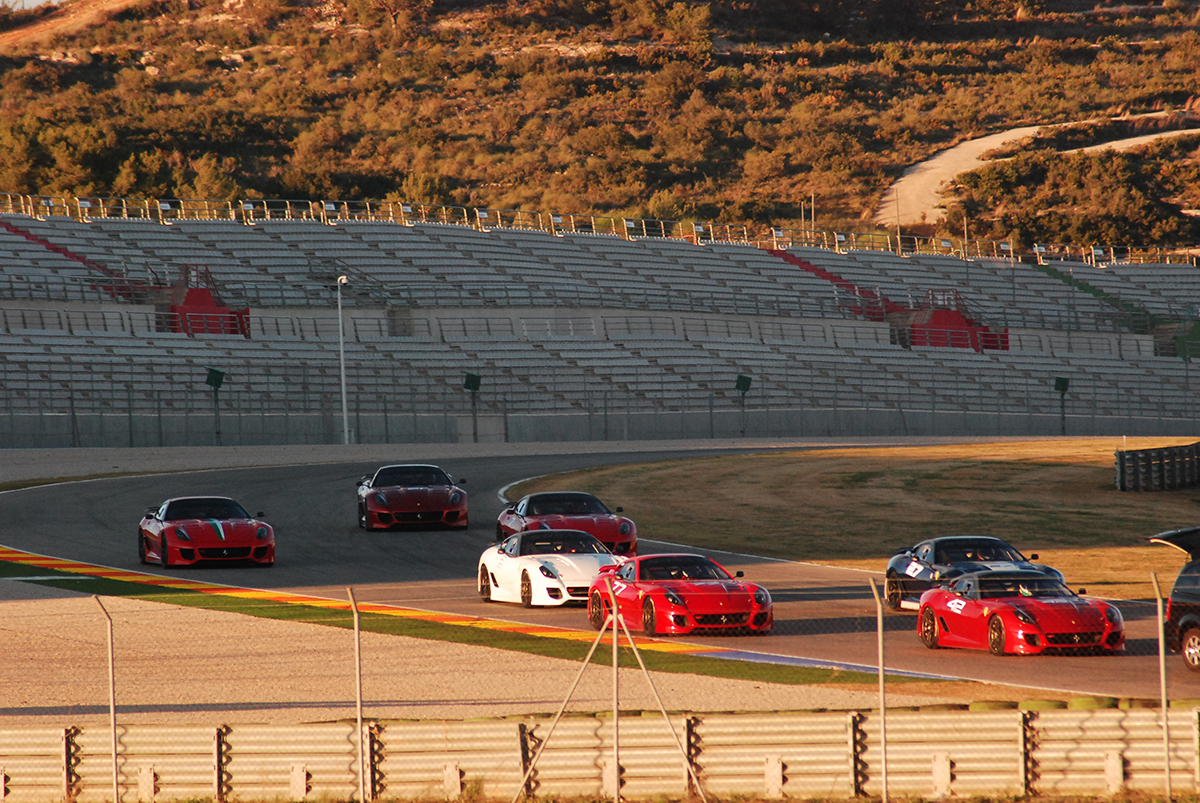
599 XX à Valencia au circuit de Cheste Ricardo Tormo.

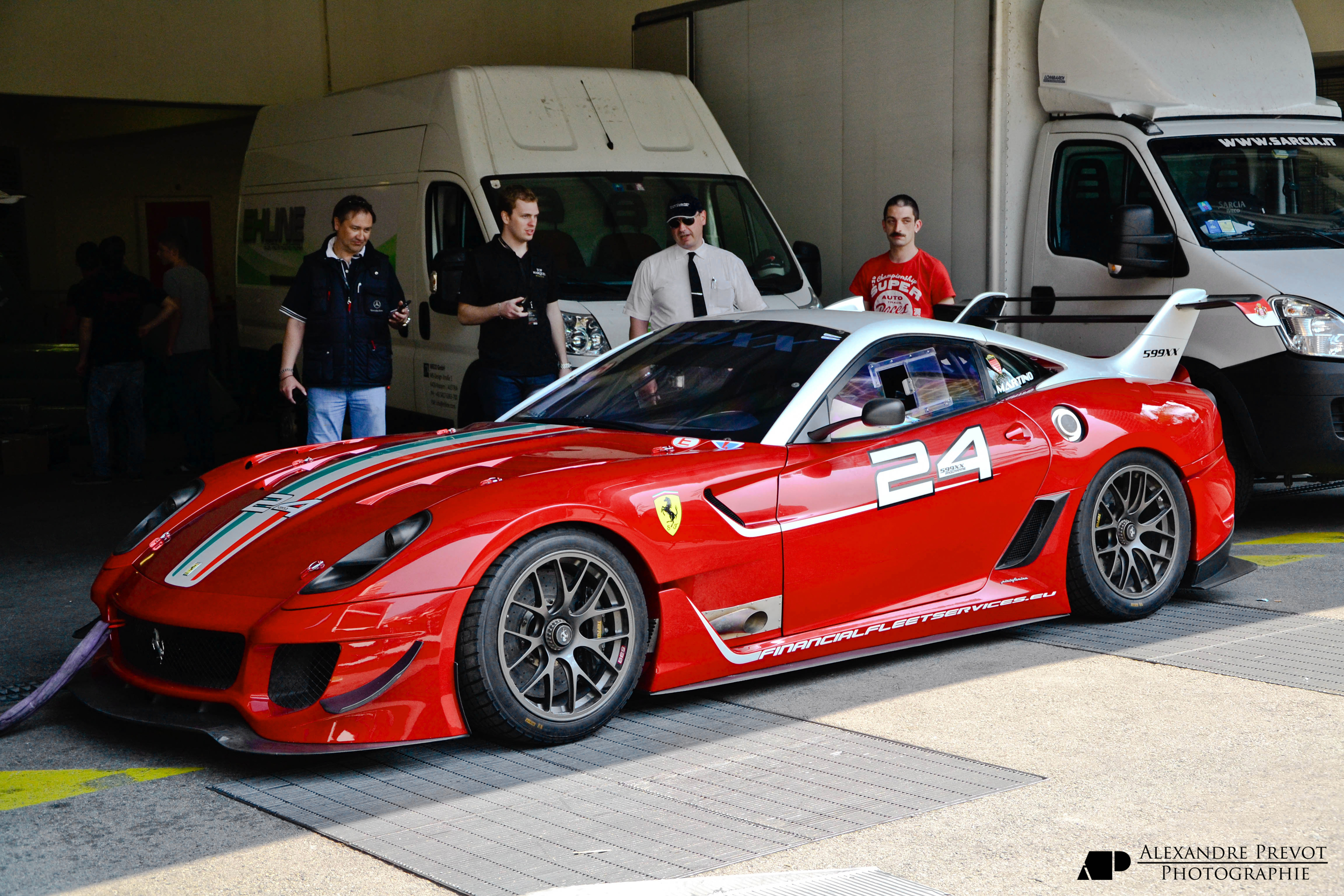
Ferrari 599 XX Evolution.

### Ferrari 599 XX Evolution
Ferrari a choisi de faire évoluer cette berlinette réservée au circuit, en lui octroyant plus de puissance et d'appui aérodynamique.
Interdite sur route, indésirable en compétition : la 599XX est difficile à classer. Pourtant, elle s'est invitée dans le garage d'une poignée de pilotes amateurs fortunés. Des adeptes de sensations fortes qui vont pouvoir s'offrir une nouvelle rasade d'adrénaline. Ferrari a en effet décidé de lancer une évolution de sa pistarde, comme il l'avait fait sur la FXX quelques années auparavant. Avec l'adoption d'échappements latéraux, la puissance du V12 passe ici de 730 à 750 ch. Dans le même temps, le couple grimpe de 700 N m et le poids baisse de 35 kg.

Destinée au circuit, la 599XX ne pouvait pas se permettre de négliger son châssis. Elle reçoit de nouveaux pneus Pirelli et revoit le calibrage de ses aides électroniques. Avec une priorité: s'adapter à une aérodynamique entièrement repensée. Ferrari ne s'est pas borné à revoir la lame avant et le diffuseur arrière. Un aileron actif est également implanté. Il peut faire varier son inclinaison en fonction de divers paramètres (angle du volant, vitesse, accélération latérale et longitudinale) et procure jusqu'à 440 kg d'appui. Et pour convaincre ses clients d'investir dans cette évolution, Ferrari a un argument de poids: un temps au tour qui descendrait de 2 s sur la piste de Fiorano, pour s'établir à 1 min 15.

### Ferrari 599 GTO

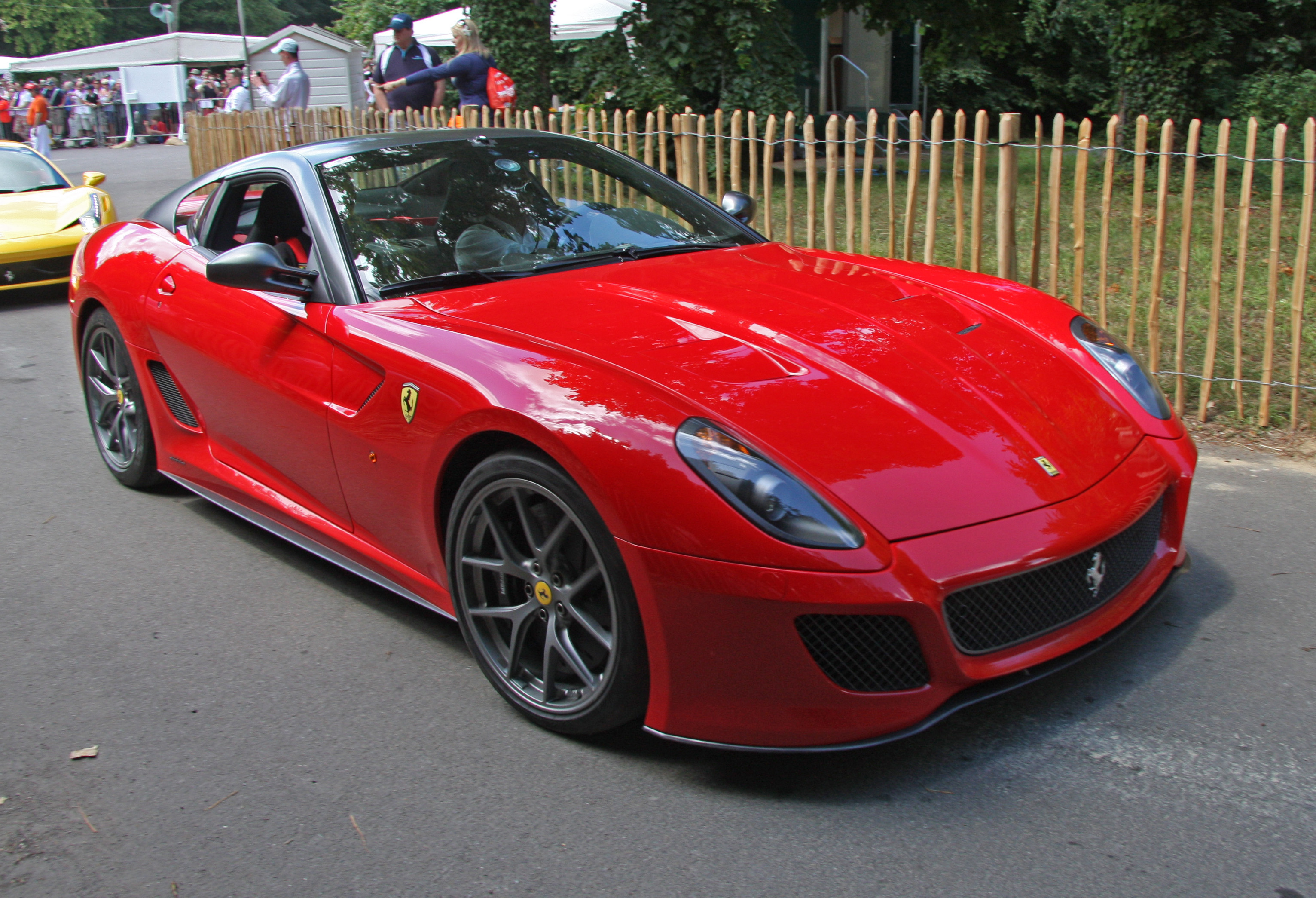
Une Ferrari 599 GTO.

Cette série spéciale qui est limitée à 599 exemplaires marque le nouveau sommet de la sportivité du Cheval cabré et bénéficie massivement du transfert technologique des compétitions à la route. De nombreuses solutions techniques présentes sur la 599 GTO s’inspirent également de l’expérience acquise par les techniciens de Maranello avec le développement de la 599XX, la voiture laboratoire dont la 599 GTO est la version homologuée pour une utilisation sur route, comme l’indique le sigle historique.
Son moteur V12 délivre 670 ch, à 8 250 tr/min et son couple maximal est de 620 N m à 6 500 tr/min. Avec une masse de 1475 kg, son rapport poids/puissance s'établit à 2,23 : de quoi atteindre le 100 km/h en 3 s 35. Sur le circuit de l'usine, à Fiorano, la 599 GTO a bouclé un tour en 1 minute et 24 secondes.

#### Innovations
L’une des innovations les plus significatives est le lien étroit entre l’assiette mécanique, portée « à la limite », et les systèmes électroniques, dont la fonction vise avant tout à l’amélioration de la performance. Dès les premières phases de développement, les techniciens de Maranello ont travaillé pour que ces deux parties de la voiture soient totalement intégrées, poussant ainsi à l’extrême la réactivité de la voiture au profit du plaisir de conduite, et avec des effets positifs évidents et relevables au chronomètre. En plus des nouveaux ressorts et d’une barre arrière antiroulis plus rigide, l’assiette élasto-cinématique se caractérise également par l’adoption de suspensions à contrôle magnétorhéologique de deuxième génération (SCM2). Les composantes mécaniques fonctionnent de pair avec le contrôle de stabilité VDC (Vechicle Dynamic Control) et le contrôle de traction F1-Trac évolué, rendant la voiture extrêmement réactive aux commandes du pilote. Ceci est possible également grâce à l’adoption d’un rapport de direction très direct, et donc stable au freinage, rapide en entrée et pendant le virage, prête en sortie.

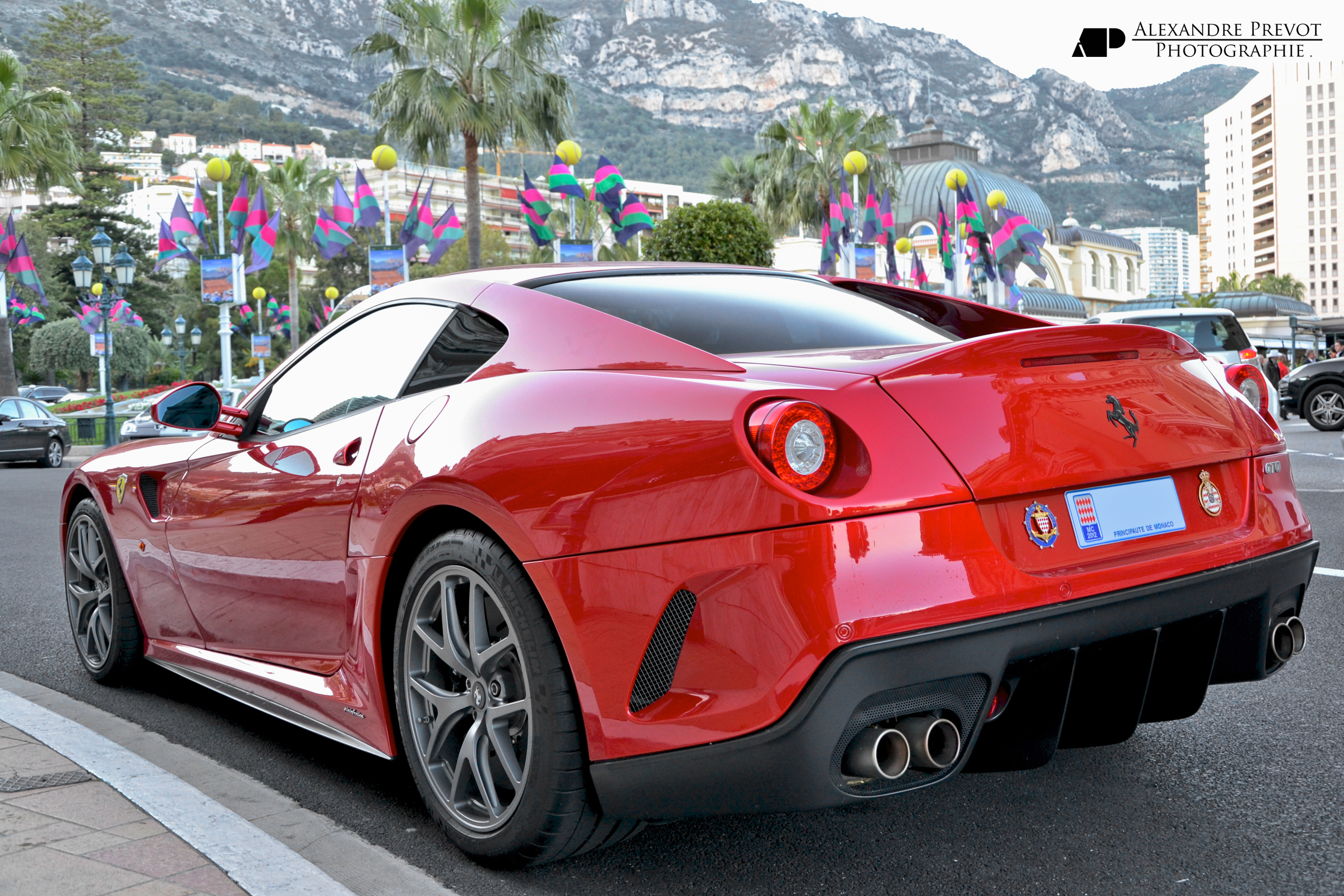
Ferrari 599 GTO.

En plus des nouveaux ressorts et d’une barre arrière antiroulis plus rigide, l’assiette élasto-cinématique se caractérise également par l’adoption de suspensions à contrôle magnétorhéologique de deuxième génération (SCM2). Les composantes mécaniques fonctionnent de pair avec le contrôle de stabilité VDC (Vechicle Dynamic Control) et le contrôle de traction F1-Trac évolué, rendant la voiture extrêmement réactive aux commandes du pilote. Ceci est possible également grâce à l’adoption d’un rapport de direction très direct, et donc stable au freinage, rapide en entrée et pendant le virage, prête en sortie.

#### Aérodynamique
L’aérodynamique de la 599 GTO bénéficie de manière déterminante de l’expérience acquise par les techniciens Ferrari en F1 et puis avec la 599XX. Ce patrimoine de connaissance a permis d’améliorer considérablement la charge verticale de la voiture sans impact sur la résistance à l’avancement. Grâce aux solutions transférées de la voiture de piste à la routière homologuée, la portance négative atteint sur la GTO la valeur de 144 kg à 200 km/h. Les interventions ont concerné l’avant, le côté, le fond plat et les flux de refroidissement. Dans ce dernier cas, en particulier, les conduits de refroidissement des disques et des plaquettes ont été optimisés, et des wheel doughnuts ont été installés, une sorte de cloison placée à l’extérieur du disque de frein ayant la fonction de réduire les pertes d’énergie dans le sillage qui se détache du passage de roue, au profit de la pénétration aérodynamique.
À l’avant, les interventions ont concerné la carrosserie, en vue de réduire la largeur du sillage et donc la résistance. En revanche, le splitter avant est devenu une véritable aile, ayant la double fonction d’augmenter la charge verticale et d’améliorer le refroidissement du radiateur d’huile. Sur le côté, le bas de porte présente un profil à angle pour améliorer l’efficacité de la partie centrale du fond. Le dessin du fond aérodynamique a également été modifié grâce à de nouvelles rampes avant positionnées devant les roues et à un diffuseur au profil à double courbure.

#### Réduction du poids

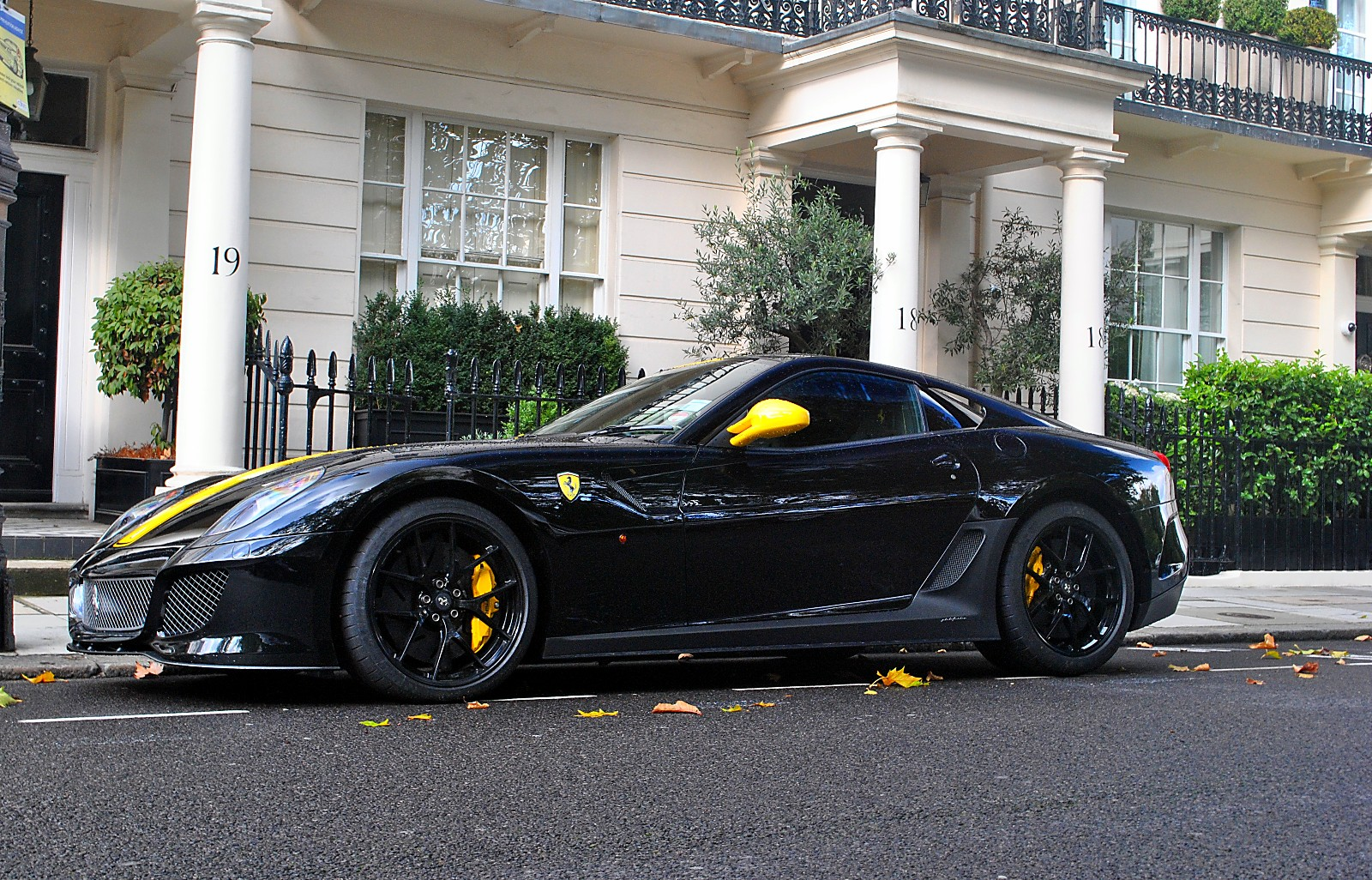
Ferrari 599 GTO.

Le caractère sportif de la 599 GTO est exalté par un développement qui a suivi la philosophie de travail propre de la F1, permettant d’obtenir à la fois la réduction du sous-virage et l’augmentation de la contribution à la performance, par les systèmes de contrôle. Dans cette approche, le travail minutieux destiné à la réduction des poids a été fondamental, il a requis une large utilisation de matériaux composites et de techniques de fabrication typiquement racing dans toutes les parties de la voiture : carrosserie (reconçue dans de nombreux points) et surfaces vitrées (où les épaisseurs ont été réduites), freins (plus petits et plus légers), transmission (allégée) et échappements (réalisés par la technologie de l’hydroformage) pour ne citer que quelques exemples. Le résultat est une voiture de 1 495 kg (poids à sec) qui assure un rapport poids/puissance extraordinaire de 2,23 kg/ch.

#### Prix et production
Produite à 599 exemplaires. Le tarif de base affiché est de 319 495 euros. Comptez ensuite 2 990 euros pour un harnais 4 points ou 3 349 euros pour un spoiler. Des bandes GTO sont également accessibles, moyennant 7 176 euros.

### Ferrari SA Aperta
Présentée en catimini au Mondial de Paris 2010, on ne peut pas dire que la SA Aperta soit la plus populaire des Ferrari modernes. Sous-estimée, mal aimée, ses détracteurs la considèrent comme un « coup marketing » de la part de Ferrari, bien déterminé à écouler quelques ultimes châssis de 599.

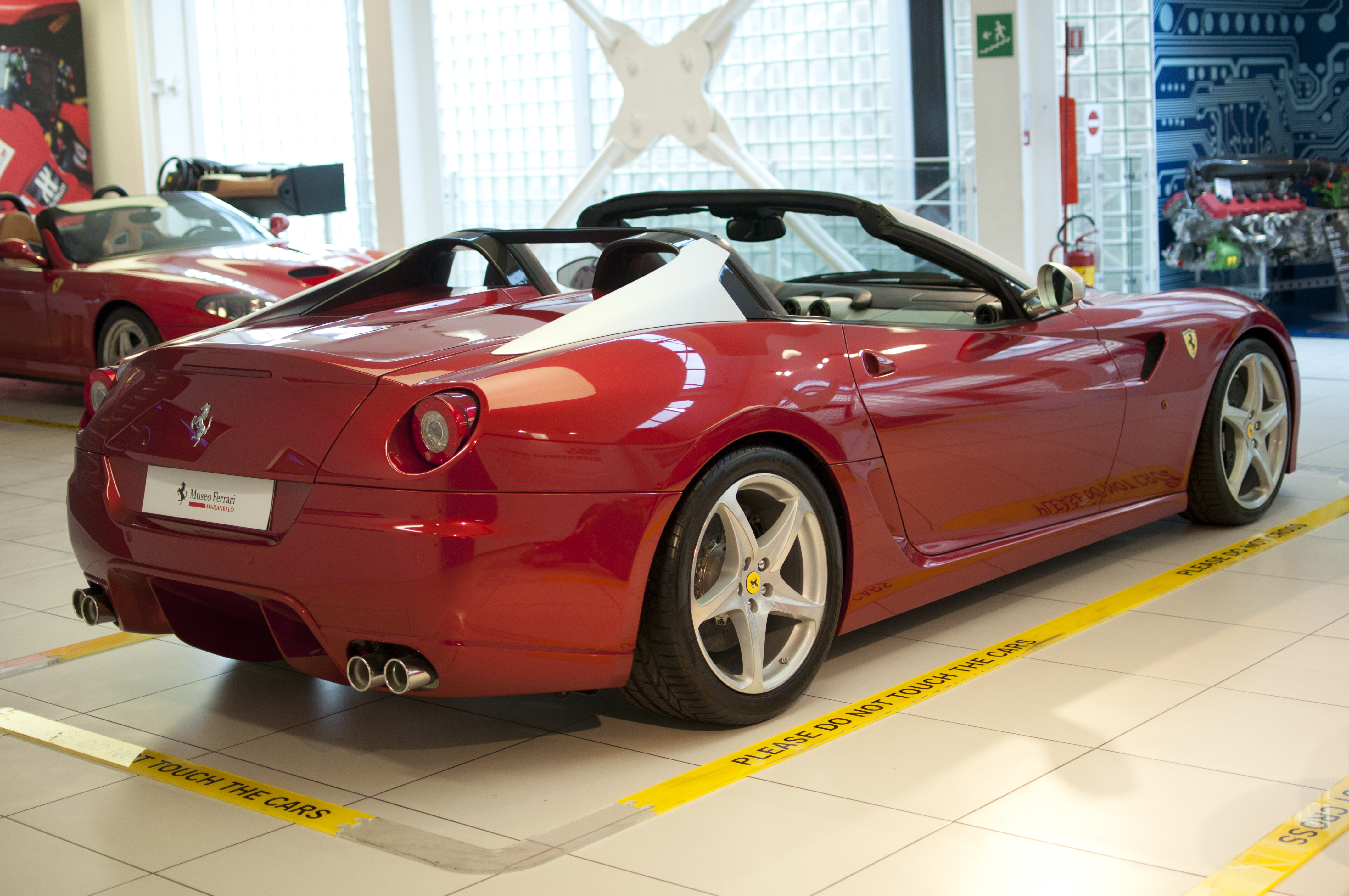
Ferrari SA Aperta.

Il n’en fallait pas plus à Ferrari pour imaginer une ultime variation de la 599 GTO, cette fois-ci ouverte. Le tout étant emballé par une appellation qui rajoute à la dimension collector : SA Aperta, en hommage à Sergio et Andrea Pininfarina, dont la carrosserie fêtait ses 80 ans cette année-là. 80 comme le nombre d’exemplaires prévus à l'origine mais dont au moins 140 châssis ont été produits et facturés unitairement plus d’un demi-million d’euros. Sous le capot, Ferrari a également conservé le V12 6.0 de 670ch de la 599 GTO.
L’allure générale rappelle fidèlement celle de la 599 GTB, avec une ligne presque intacte: deux entrées d'air dans le pare-chocs avant, nervures sur le capot moteur et ouïes aux confins des portières. Le châssis est aussi celui de la GTO, rigidifié pour le cabriolet. Seul le toit léger escamotable la distingue du coupé.
La transformation en barquette est sobre mais efficace : les arceaux et toute la partie arrière ont été repensés, pour s’intégrer avec discrétion et élégance. Nous sommes loin de la maladresse exubérante de la 550 Barchetta (qui n’en demeurait pas moins très attachante).

### Ferrari 599 GTB China Limited Edition (exemplaire unique)
Pékin, le 3 novembre 2009 – L’exclusive Ferrari 599 China a été adjugée aujourd’hui à un client anonyme de Shanghai, pour près de 1,2 million d’euros (TTC). La vente aux enchères a été l’événement qui a conclu le dîner de Gala organisé par Ferrari à la Red Gate Gallery de Pékin. Lu Hao, le premier artiste chinois à avoir collaboré avec Ferrari, a créé ce modèle unique dont les finitions s’inspirent des porcelaines Ge Kiln de la dynastie Song. Les profits de la vente aux enchères seront destinés à des étudiants et de jeunes chercheurs du Département de Génie automobile de l’Université de Tsinghua. Ils auront la possibilité de venir étudier à l’École Polytechnique de Milan et d’effectuer un stage chez Ferrari.
Le dîner de Gala a vu la participation de clients Ferrari, de collectionneurs, du responsable de Ferrari Asia Pacific Marco Mattiacci, de l’artiste Lu Hao, du Professeur Cen Zhangzhi de l’Université Tsinghua, la plus prestigieuse de Chine, ainsi que du délégué de l’Ecole Polytechnique de Milan, Bruno Pizzigoni. Les autres objets vendus aux enchères ont été une combinaison portée par le pilote Giancarlo Fisichella, un casque et une maquette d’une 599 GTB autographiés par Michael Schumacher, qui a personnellement présenté la voiture ce matin aux médias internationaux. L’aspect innovant de ce modèle unique, qui mêle des éléments de la tradition chinoise aux traits distinctifs de la Ferrari, a suscité un intérêt immédiat chez les participants.
Cette initiative est fidèle à l’esprit du fondateur, Enzo Ferrari, qui a toujours investi dans le talent des jeunes et dans la recherche, et cue le Président Luca di Montezemolo continue de faire aujourd’hui. Ferrari a déjà participé à des activités avec d’autres associations chinoises, telles que la Soong Ching Ling Foundation et le Jet-Li One Foundation Project, avec des projets toujours destinés aux jeunes.

### Ferrari SP30 Arya (modèle unique)
Cette voiture a été commandée par Cheerag Arya, un magnat de la pétrochimie d’origine indienne. La voiture est peinte en Rosso Fuoco et dispose d’un intérieur en Alcantara gris clair. Elle est accompagnée de bagages marqués SP30 ainsi que d’une maquette réalisée par Ferrari.

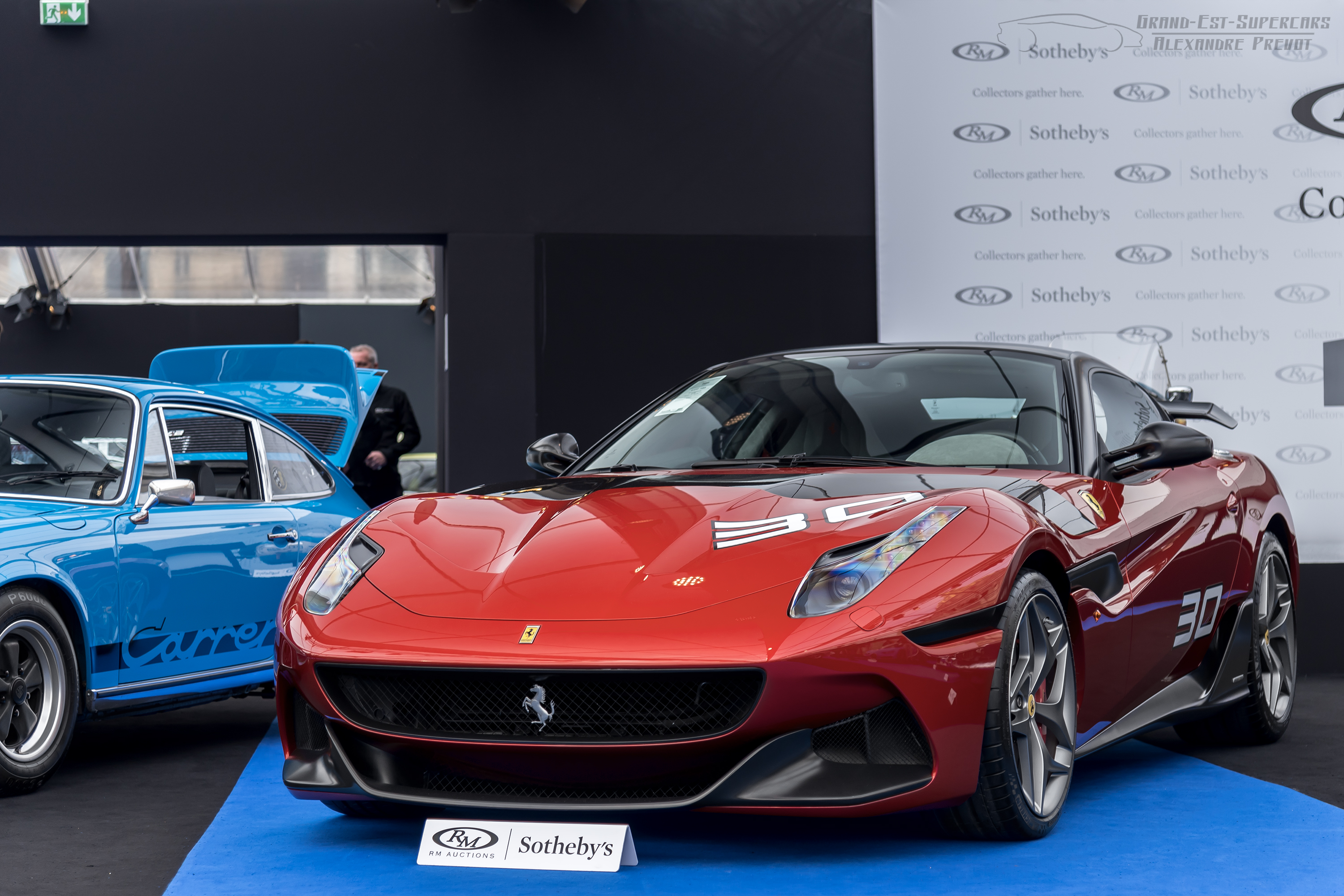
Ferrari SP30 Arya.

### Ferrari Superamerica 45 (modèle unique)

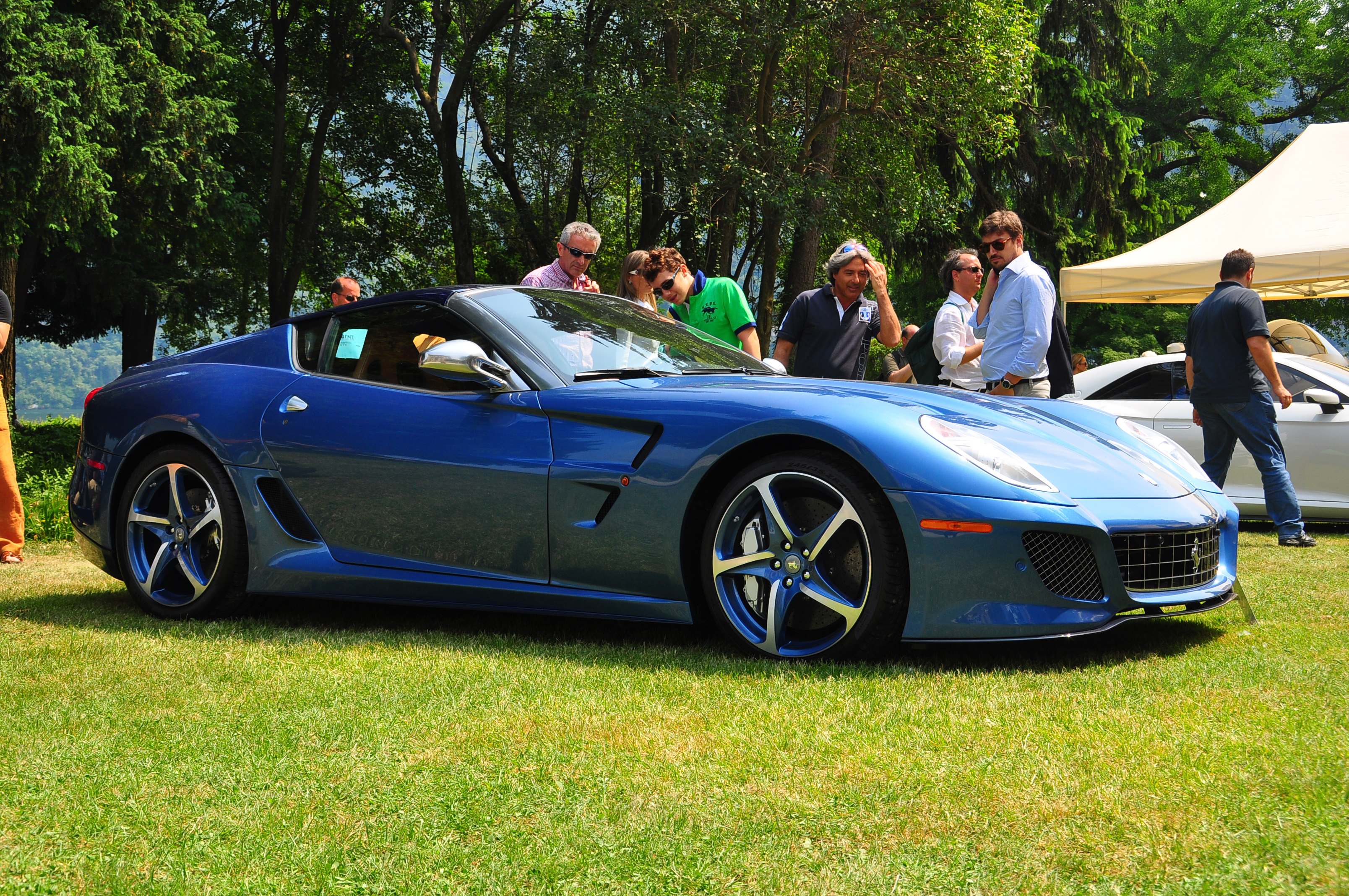
Ferrari Superamerica 45.

C'est après une visite des célèbres ateliers du Cavallino Rampante que le collectionneur new-yorkais Peter Kalikow. a décidé de commander une version très personnelle de la 599 GTB Fiorano.
Si elle s'appelle Superamerica 45, c'est à la fois parce qu'elle reprend le mécanisme de toit pivotant rendu célèbre par la 575 Superamerica de 2004 et parce que cela fait 45 ans que Monsieur Kalikow est client Ferrari.
Au menu de cette Ferrari Superamerica 45 conçue par le département Special Projects qui travaille sur les commandes exceptionnelles, un hard-top rotatif en fibre de carbone mais aussi divers éléments comme la grille de calandre, les montants du pare-brise, les rétroviseurs ou les poignées de porte confectionnés en aluminium.
La teinte Blu Antille n'a pas été choisie au hasard, il s'agit de la couleur arborée par une Ferrari 400 Superamerica cabriolet de 1961, un des joyaux de la collection Kalikow. On retrouve ce coloris sur les jantes alors que le spoiler avant, les jupes latérales et le diffuseur arrière adopte un bleu plus foncé.

Quant à l'habitacle, il se pare de cuir Cuoio et de fibre de carbone Blu Scuro. 

### Ferrari P540 Superfast Aperta (modèle unique)

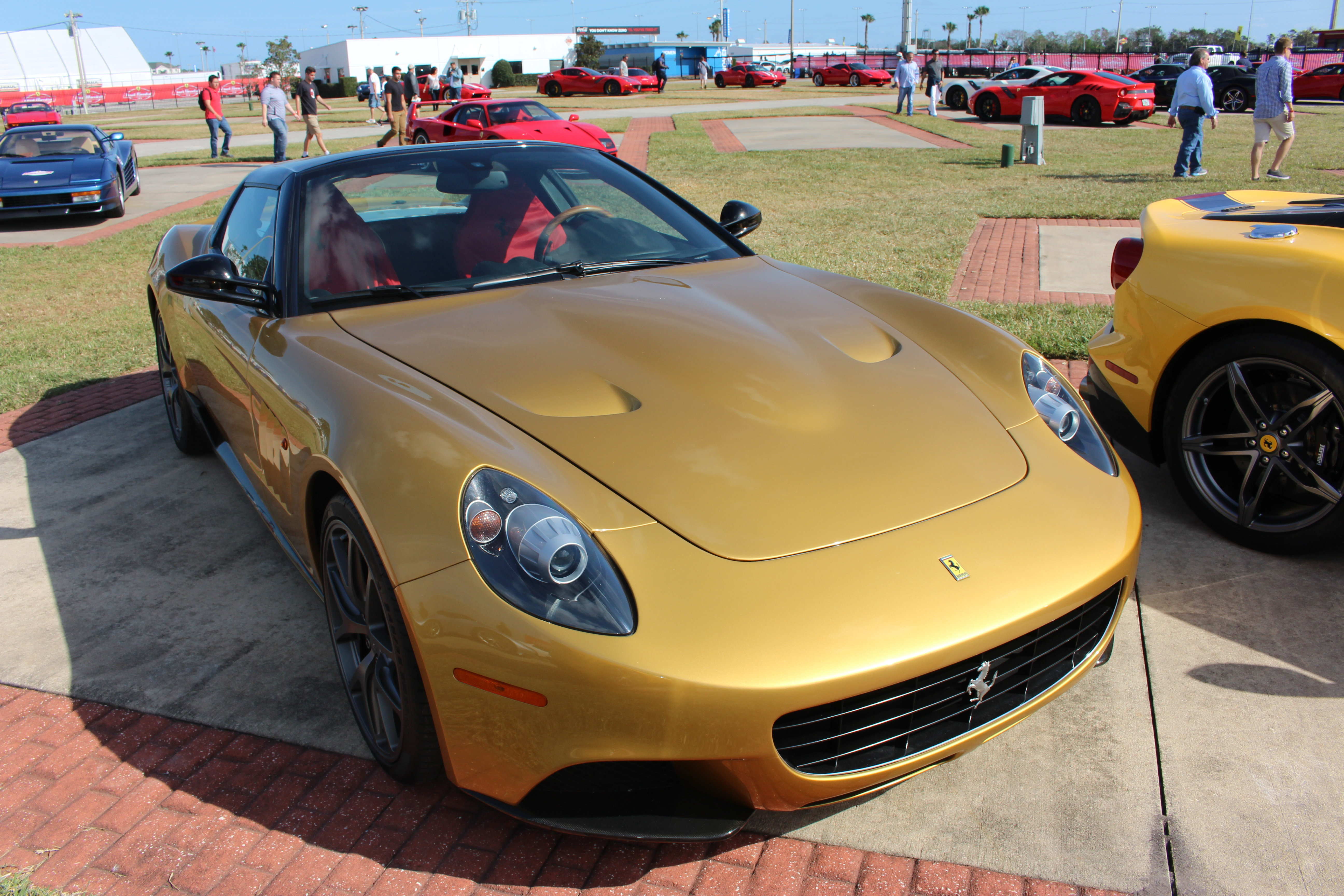
Ferrari P540 Superfast Aperta

L'heureux propriétaire de la P540 Superfast Aperta s'appelle John Walson qui n'est autre que l'inventeur de la télévision par câble. Son souhait était que le manufacturier de Maranello réinterprète la mythique Ferrari 250 GT NART Spyder de 1965, figurant dans le film Toby Dammit de Fellini, sorti en 1968.
"J'ai toujours rêvé de dessiner des sportives et lorsque j'ai vu le film Toby Dammit, ma décision est venue naturellement : un jour j'aurai ma Ferrari. C'est le cadeau de Noël le plus spécial de ma vie".
Ferrari a donc demandé à son fidèle partenaire, le carrossier Pininfarina de transformer un exemplaire de 599 GTB Fiorano afin de répondre aux désirs de monsieur Watson. Des premiers croquis à la livraison du véhicule, la conception de cette P540 Superfast Aperta a demandé quatorze mois.
Au programme, le châssis a été renforcé, le toit a été découpé pour créer une version Targa, le poids a été réduit de 20 kg grâce à l'emploi de fibre carbone.
Longue de 4,73m, cette Ferrari dorée aux faux airs de Dodge Viper, est motorisée par le V12 6.0 de 620 ch et 608 N m de la Fiorano.

### Ferrari 599 HY-KERS (concept car)
Après avoir créé son propre système de récupération d'énergie cinétique (KERS) l'an dernier lors du Championnat du Monde de Formule 1, Ferrari transpose la technologie hybride sur ses modèles de série. 

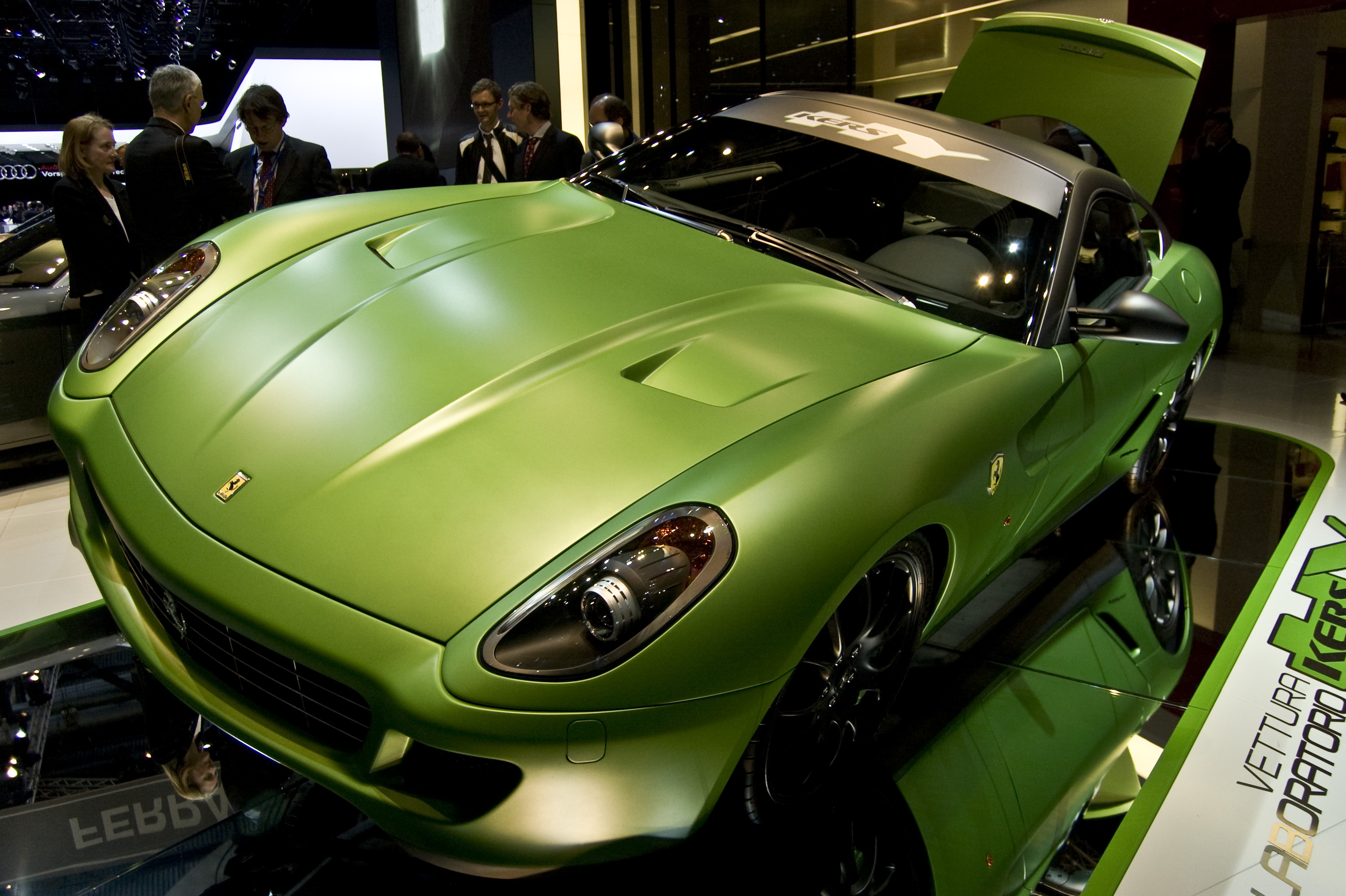
Ferrari 599 HY KERS.

Attention toutefois, cette 599 GTB Fiorano à l'improbable carrosserie verte n'est pas une version définitive mais bel et bien un concept. Ce que Maranello appelle précisément un "vettura laboratorio", destiné avant tout à présenter les avancées du Cavallino Rampante en la matière.
Concrètement, rien ne différencie de visu cette 599 GTB d'une version de série. C'est dans les entrailles de la bête que tout se passe : le V12 de 620 ch est ici associé à un bloc électrique installé sur l'essieu arrière et qui développe 100 chevaux supplémentaires. Une puissance qui compense peu ou prou le gain de poids généré par cette greffe et devrait assurer à la "bella verde" des performances sensiblement équivalentes, voire supérieures, au modèle actuel.
Selon Ferrari, ce système devrait surtout permettre une économie de carburant et de CO2 de l'ordre de 35 % par rapport à une 599 GTB classique.
Mais pour Ferrari, les performances et l'agrément intérieur sont toujours prioritaires. Afin de préserver le centre de gravité de la Fiorano... ainsi que le confort des passagers (risque de perte de place dans l'habitacle ou le coffre), la marque italienne a donc placé les batteries lithium ion de confection ultra-plate sous le plancher de la supercar. Et comme en Formule 1 l'an dernier, c'est la récupération de l'énergie cinétique au freinage qui permet de recharger les batteries.

## Jeux vidéo
Cette Ferrari apparaît dans le jeu Assetto Corsa sur PC, Gran Turismo 5 Prologue sur PlayStation 3, Test Drive Unlimited 2, Project Gotham Racing 4, Forza Motorsport 2, Forza Motorsport 3, Forza motorsport 4, Forza Horizon sur Xbox 360.